# Campeonato Mundial de Snowboard de 2017 - Big air masculino
A prova do big air masculino do Campeonato Mundial de Snowboard de 2017 foi disputada entre 16 e 17 de março  em Serra Nevada na Espanha. 67 atletas de 28 nacionalidades participaram do evento.

## Medalhistas
| Ouro                 | Prata               | Bronze                 |
| Ståle Sandbech (NOR) | Chris Corning (USA) | Marcus Kleveland (NOR) |

## Resultados

### Qualificação
A seguir estão os resultados da qualificação
Bateria 1
| Colocação | Bib | Nome                   | Nacionalidade  | Descida 1 | Descida 2 | Melhor | Notas |
| --------- | --- | ---------------------- | -------------- | --------- | --------- | ------ | ----- |
| 1         | 4   | Roope Tonteri          | Finlândia      | 92.00     | 14.33     | 92.00  | Q     |
| 2         | 1   | Chris Corning          | Estados Unidos | 89.00     | 90.33     | 90.33  | Q     |
| 3         | 17  | Lyon Farrell           | Estados Unidos | 85.00     | 86.66     | 86.66  | Q     |
| 4         | 14  | Kalle Järvilehto       | Finlândia      | 19.66     | 82.00     | 82.00  | SF    |
| 5         | 5   | Jonas Bösiger          | Suíça          | 80.00     | 21.00     | 80.00  | SF    |
| 6         | 26  | Ståle Sandbech         | Noruega        | 78.00     | 64.00     | 78.00  | SF    |
| 7         | 14  | Fridtjof Tischendorf   | Noruega        | 75.00     | 25.33     | 75.00  | SF    |
| 8         | 35  | Stef Vandeweyer        | Bélgica        | 73.33     | 29.00     | 73.33  | SF    |
| 9         | 39  | Francis Jobin          | Canadá         | 27.66     | 71.00     | 71.00  |       |
| 10        | 9   | Mons Røisland          | Noruega        | 70.66     | 8.00      | 70.66  |       |
| 11        | 13  | Ville Paumola          | Finlândia      | 67.66     | 24.00     | 67.66  |       |
| 12        | 29  | Philipp Kundratitz     | Áustria        | 65.33     | 43.66     | 65.33  |       |
| 13        | 38  | Emil Zulian            | Itália         | 60.00     | 44.66     | 60.00  |       |
| 14        | 54  | Sacha Moretti          | França         | 56.00     | 17.33     | 56.00  |       |
| 15        | 42  | Matias Schmitt         | Argentina      | 51.33     | 55.66     | 55.66  |       |
| 16        | 33  | Nicola Dioli           | Itália         | 53.33     | 5.00      | 53.33  |       |
| 17        | 59  | Ludvig Biltoft         | Suécia         | 13.33     | 47.66     | 47.66  |       |
| 18        | 21  | Sebastien Konijnenberg | França         | 22.33     | 39.00     | 39.00  |       |
| 19        | 55  | Jan Nečas              | Chéquia        | 28.66     | 35.00     | 35.00  |       |
| 20        | 22  | Carlos Gerber          | Suíça          | 26.33     | 34.66     | 34.66  |       |
| 21        | 69  | Feng Changjun          | China          | 33.00     | 4.33      | 33.00  |       |
| 22        | 62  | Kim Ka-Hyun            | Coreia do Sul  | 30.66     | 2.33      | 30.66  |       |
| 23        | 63  | Nicolas Huber          | Suíça          | 17.66     | 30.33     | 30.33  |       |
| 24        | 68  | Jaba Skhvediani        | Geórgia        | 10.33     | 25.66     | 25.66  |       |
| 24        | 66  | Alberto Maffei         | Itália         | 21.33     | 25.66     | 25.66  |       |
| 26        | 47  | Mikko Rehnberg         | Finlândia      | 23.33     | 7.33      | 23.33  |       |
| 27        | 50  | Daniel Porkert         | Chéquia        | 16.33     | 21.00     | 21.00  |       |
| 28        | 43  | Niek Van der Velden    | Países Baixos  | 20.33     | 19.66     | 20.33  |       |
| 29        | 30  | Rene Rinnekangas       | Finlândia      | 16.66     | 15.66     | 16.66  |       |
| 30        | 58  | Diego Cerón            | Chile          | 11.00     | 7.33      | 11.00  |       |
|           | 8   | Billy Morgan           | Grã-Bretanha   | DNS       | DNS       | DNS    |       |
|           | 51  | Aleix López            | Espanha        | DNS       | DNS       | DNS    |       |
|           | 25  | Rowan Coultas          | Grã-Bretanha   | DNS       | DNS       | DNS    |       |

Bateria 2
| Colocação | Bib | Nome                    | Nacionalidade  | Descida 1 | Descida 2 | Melhor | Notas |
| --------- | --- | ----------------------- | -------------- | --------- | --------- | ------ | ----- |
| 1         | 15  | Sven Thorgren           | Suécia         | 86.66     | 96.33     | 96.33  | Q     |
| 2         | 12  | Niklas Mattsson         | Suécia         | 23.66     | 94.33     | 94.33  | Q     |
| 3         | 2   | Marcus Kleveland        | Noruega        | 92.33     | 26.00     | 92.33  | Q     |
| 4         | 71  | Clemens Schattschneider | Áustria        | 80.33     | 86.66     | 86.66  | SF    |
| 5         | 11  | Anton Mamaev            | Rússia         | 83.00     | DNS       | 83.00  | SF    |
| 6         | 27  | Clemens Millauer        | Áustria        | 77.00     | 80.66     | 80.66  | SF    |
| 7         | 24  | Judd Henkes             | Estados Unidos | 15.00     | 78.33     | 78.33  | SF    |
| 8         | 28  | Måns Hedberg            | Suécia         | 68.66     | 74.66     | 74.66  | SF    |
| 9         | 7   | Vlad Khadarin           | Rússia         | 71.66     | 32.33     | 71.66  |       |
| 10        | 31  | Carlos Garcia Knight    | Nova Zelândia  | 71.00     | 16.00     | 71.00  |       |
| 11        | 48  | Petr Horák              | Chéquia        | 65.00     | 7.00      | 65.00  |       |
| 12        | 20  | Tiarn Collins           | Nova Zelândia  | 19.66     | 64.66     | 64.66  |       |
| 13        | 40  | Enzo Valax              | França         | 62.66     | 63.66     | 63.66  |       |
| 14        | 32  | Davide Boggio           | Itália         | 11.33     | 62.33     | 62.33  |       |
| 15        | 57  | Matthew McCormick       | Grã-Bretanha   | 60.66     | 11.66     | 60.66  |       |
| 16        | 37  | Tim-Kevin Ravnjak       | Eslovênia      | 60.00     | 16.00     | 60.00  |       |
| 17        | 61  | Samuel Jaroš            | Eslováquia     | 58.00     | 12.33     | 58.00  |       |
| 18        | 56  | Anthon Bosch            | África do Sul  | 44.66     | 57.66     | 57.66  |       |
| 19        | 49  | Federico Chiaradio      | Argentina      | 57.33     | 10.00     | 57.33  |       |
| 20        | 60  | Maximilian Preissinger  | Áustria        | 54.33     | 38.33     | 54.33  |       |
| 21        | 41  | Iñaqui Irarrazabal      | Chile          | 13.00     | 50.66     | 50.66  |       |
| 22        | 16  | Sebbe de Buck           | Bélgica        | 17.66     | 31.66     | 31.66  |       |
| 23        | 6   | Jamie Nicholls          | Grã-Bretanha   | 15.33     | 23.33     | 23.33  |       |
| 24        | 3   | Seppe Smits             | Bélgica        | 21.00     | 22.00     | 22.00  |       |
| 25        | 36  | Michael Schaerer        | Suíça          | 19.00     | 21.00     | 21.00  |       |
| 26        | 45  | Mikhail Matveev         | Rússia         | 11.00     | 15.66     | 15.66  |       |
| 27        | 52  | José Antonio Aragón     | Espanha        | 14.00     | DNS       | 14.00  |       |
| 28        | 19  | Dylan Thomas            | Estados Unidos | 9.33      | 11.66     | 11.66  |       |
| 29        | 23  | Mathias Weissenbacher   | Áustria        | 10.33     | 7.33      | 10.33  |       |
| 30        | 64  | Piotr Tokarczyk         | Polónia        | 7.66      | 8.66      | 8.66   |       |
| 31        | 70  | Hui Yining              | China          | 5.00      | 6.33      | 6.33   |       |
|           | 53  | Martín Jaureguialzo     | Argentina      | DNS       | DNS       | DNS    |       |
|           | 67  | Matthew Cox             | Austrália      | DNS       | DNS       | DNS    |       |
|           | 44  | Toms Petrusevics        | Letônia        | DNS       | DNS       | DNS    |       |

### Semifinal
A seguir estão os resultados da semifinal.
| Colocação | Bib | Nome                    | Nacionalidade  | Descida 1 | Descida 2 | Melhor | Notas |
| --------- | --- | ----------------------- | -------------- | --------- | --------- | ------ | ----- |
| 1         | 14  | Kalle Järvilehto        | Finlândia      | 91.75     | 33.50     | 91.75  | Q     |
| 2         | 5   | Jonas Bösiger           | Suíça          | 89.00     | 42.25     | 89.00  | Q     |
| 3         | 26  | Ståle Sandbech          | Noruega        | 81.75     | 86.25     | 86.25  | Q     |
| 4         | 71  | Clemens Schattschneider | Áustria        | 28.00     | 85.00     | 85.00  | Q     |
| 5         | 28  | Måns Hedberg            | Suécia         | 40.00     | 77.00     | 77.00  |       |
| 6         | 18  | Fridtjof Tischendorf    | Noruega        | 76.50     | 27.25     | 76.50  |       |
| 7         | 11  | Anton Mamaev            | Rússia         | 24.00     | 73.50     | 73.50  |       |
| 8         | 24  | Judd Henkes             | Estados Unidos | 36.50     | 70.50     | 70.50  |       |
| 9         | 35  | Stef Vandeweyer         | Bélgica        | 49.25     | 41.50     | 49.25  |       |
| 10        | 27  | Clemens Millauer        | Áustria        | 10.00     | 3.50      | 10.00  |       |

### Final
A seguir estão os resultados da final.
| Colocação         | Bib | Nome                    | Nacionalidade  | Descida 1 | Descida 2 | Descida 3 | 2 melhores |
| ----------------- | --- | ----------------------- | -------------- | --------- | --------- | --------- | ---------- |
| Medalha de ouro   | 26  | Ståle Sandbech          | Noruega        | 86.25     | 92.00     | 96.25     | 188.25     |
| Medalha de prata  | 1   | Chris Corning           | Estados Unidos | JNS       | 91.75     | 91.00     | 182.75     |
| Medalha de bronze | 2   | Marcus Kleveland        | Noruega        | 92.75     | JNS       | 84.50     | 177.25     |
| 4                 | 4   | Roope Tonteri           | Finlândia      | 80.75     | JNS       | 89.00     | 169.75     |
| 5                 | 14  | Kalle Jarvilehto        | Finlândia      | JNS       | 87.50     | 41.75     | 129.25     |
| 6                 | 15  | Sven Thorgren           | Suécia         | JNS       | 93.75     | 30.00     | 123.75     |
| 7                 | 17  | Lyon Farrell            | Estados Unidos | 89.25     | JNS       | 31.75     | 121.00     |
| 8                 | 5   | Jonas Bösiger           | Suíça          | JNS       | 35.25     | 75.00     | 110.25     |
| 9                 | 12  | Niklas Mattsson         | Suécia         | JNS       | 27.75     | 17.75     | 45.50      |
| 10                | 71  | Clemens Schattschneider | Áustria        | JNS       | 31.25     | 10.00     | 41.25      |

Legenda
| Recorde mundial       | Recorde mundial (World record)               |                       | Recorde africano                      | Recorde africano (African) |                                           | Q | Classificado por posição (Qualified) |
| Recorde do campeonato | Recorde do campeonato (Championship record)  | Recorde da América    | Recorde da América (Americas)         | q                          | Classificado por melhor tempo (Qualified) |   |                                      |
| Melhor marca do ano   | Melhor marca do ano (World leading)          | Recorde asiático      | Recorde asiático (Asian)              | DNS                        | Não largou (Did not start)                |   |                                      |
| Recorde nacional      | Recorde nacional (National record)           | Recorde europeu       | Recorde europeu (European)            | DNF                        | Não terminou (Did not finish)             |   |                                      |
| Recorde pessoal       | Recorde pessoal do atleta (Personal best)    | Recorde da Oceania    | Recorde da Oceania (Oceania)          | DSQ / DQ                   | Desclassificado (Disqualified)            |   |                                      |
| Recorde da temporada  | Recorde da temporada do atleta (Season best) | Recorde sul-americano | Recorde sul-americano (South America) | NM                         | Sem marca (No mark)                       |   |                                      |